# Metro de Dubái

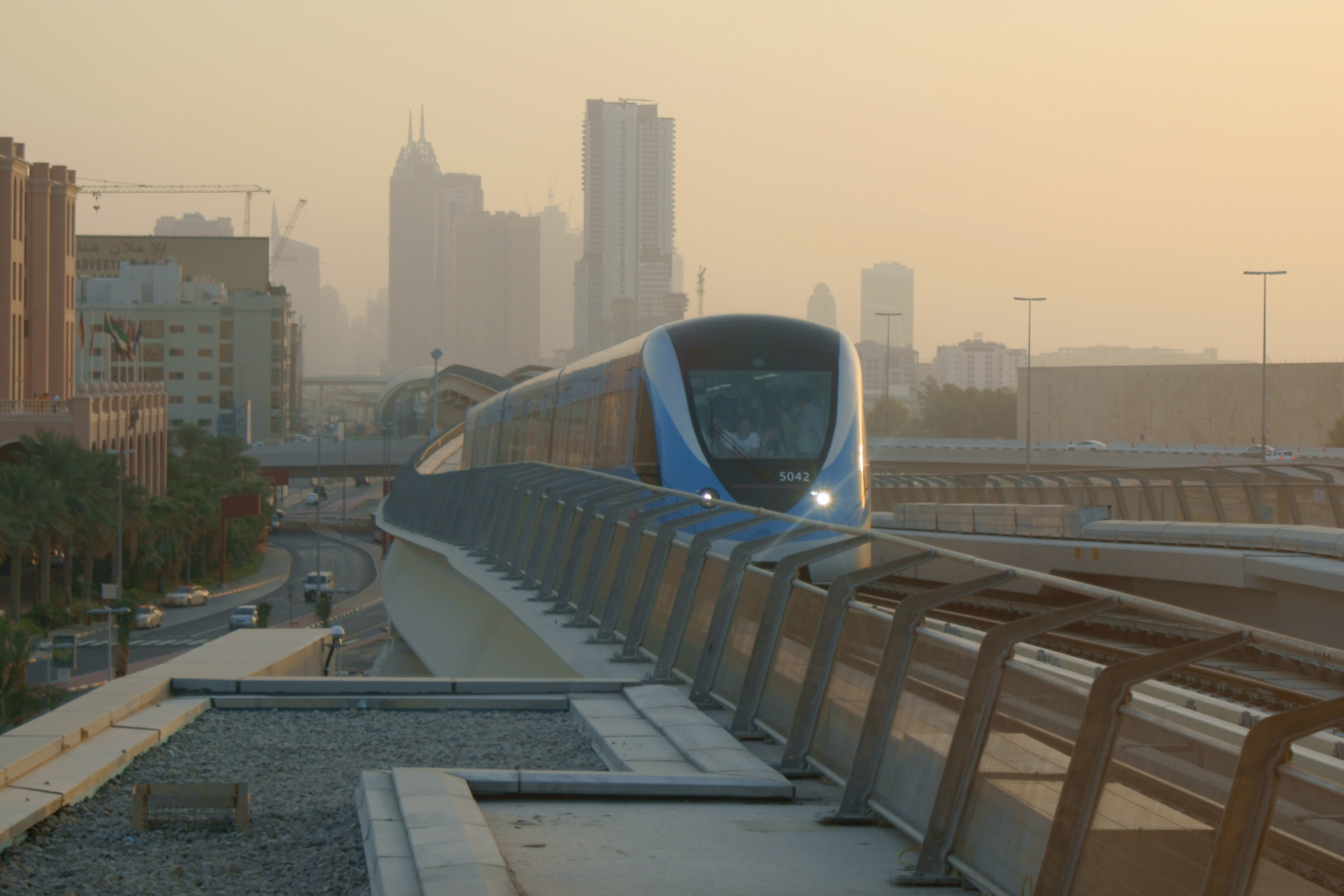
Metro de Dubái el día de su apertura.

El Metro de Dubái es una red de metro completamente automatizada (sin maquinista) para la ciudad de Dubái, Emiratos Árabes Unidos. La red tiene dos líneas cuyo funcionamiento es subterráneo en el centro de ciudad y en viaductos elevados en otras zonas. Una vez se encontró en operación total, el metro de Dubái tuvo proyectado transportar aproximadamente 1.2 millones de pasajeros por día, y unos 355 millones de pasajeros al año. 
La primera fase de la red se construyó por Dubai Rail Link (DURL), un consorcio japonés dirigido por la empresa Mitsubishi, mientras que el control automático de trenes fue diseñado y puesto en ejecución por la empresa Thales Rail Signalling Solutions de Canadá. El metro de Dubái es operado por el departamento del transporte público del municipio de Dubái. La primera sección de la Línea Roja, que cubre 10 estaciones, fue oficialmente inaugurada el 9 de septiembre de 2009 a las nueve de la noche, nueve minutos y nueve segundos (21:09:09), por el emir Mohammed Rashid Al Maktoum, gobernante de Dubái, y se abrió al público a las 6 de la mañana del día siguiente. El Metro de Dubái es la primera red de tren urbana en la Península arábiga. El Metro de Dubái, con 69.7 kilómetros, es la red de metro automática más larga del mundo, superando al Skytrain, de Vancouver, Canadá, en un kilómetro.

## Lista de estaciones

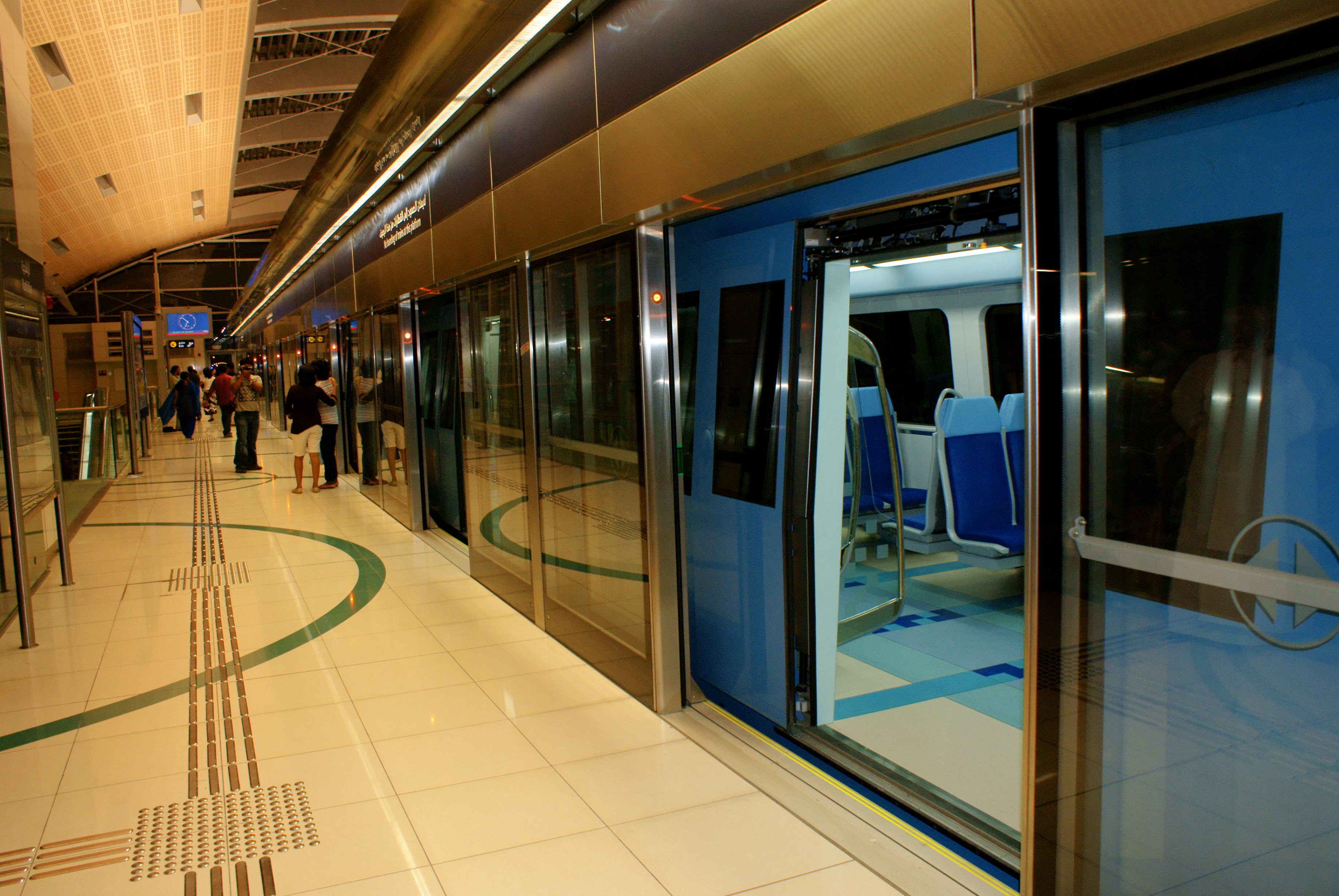
Metro de Dubái, estación Rashidiya.

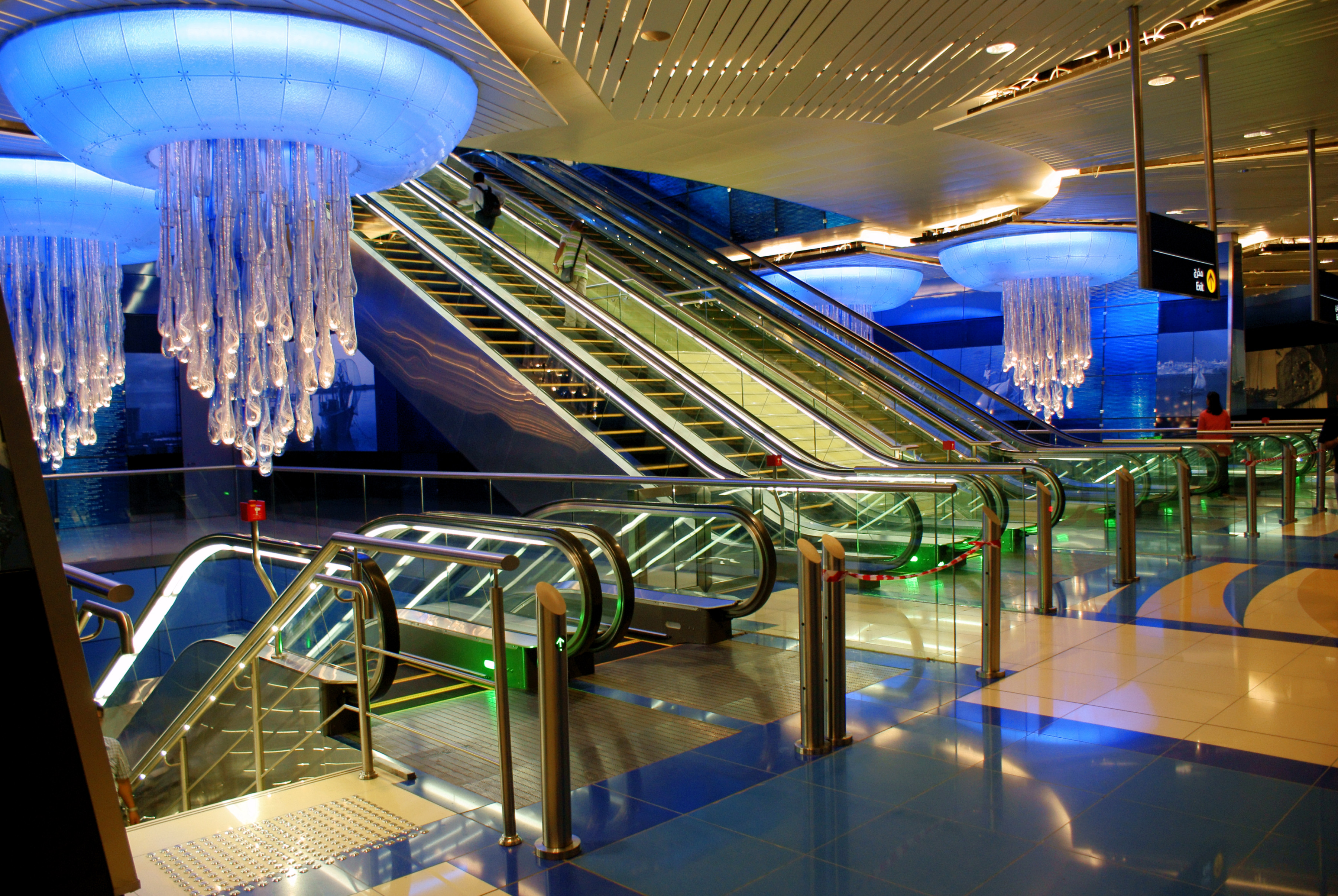
Metro de Dubái, estación Khaleed bin Waleed.

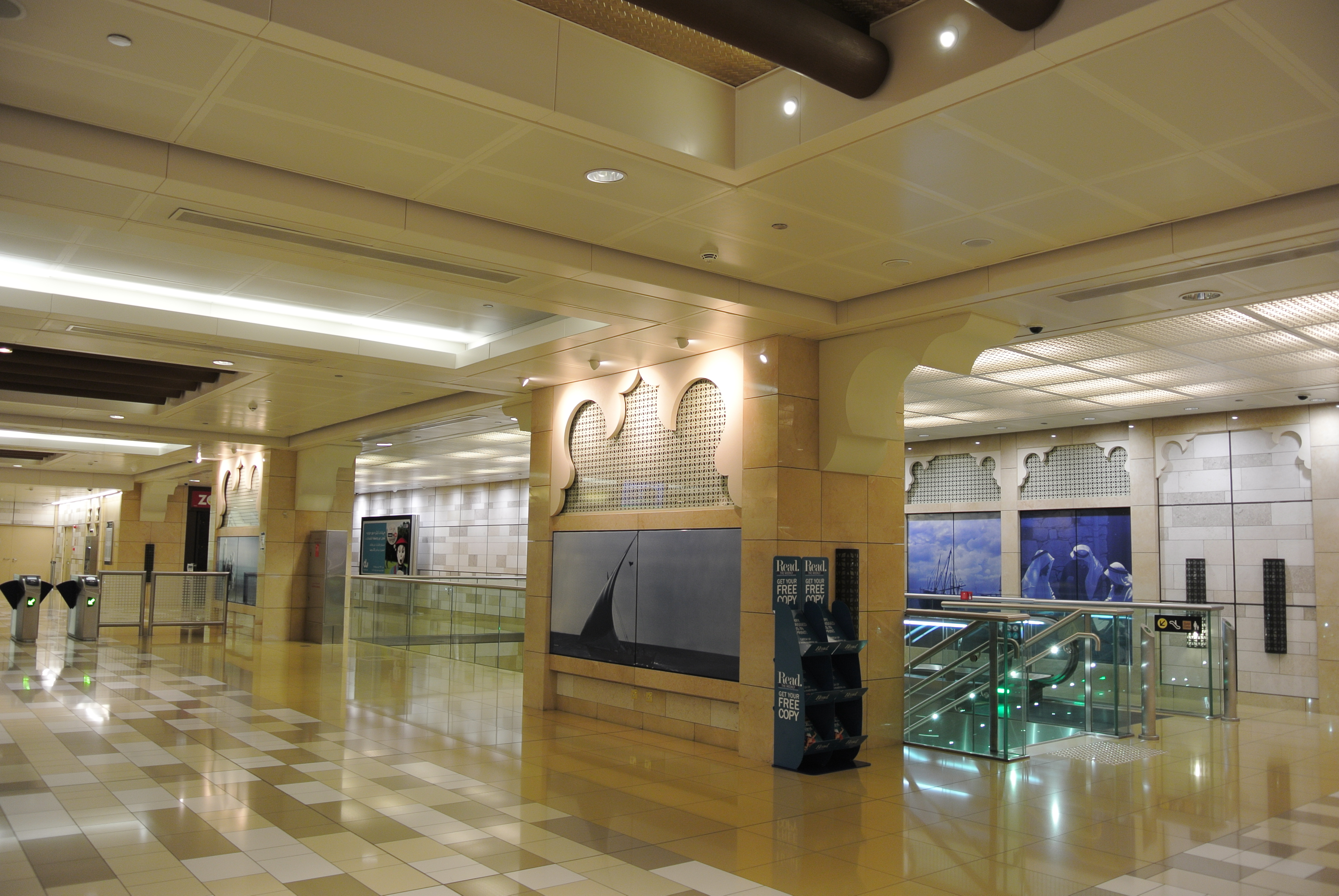
Estación Al Ras.

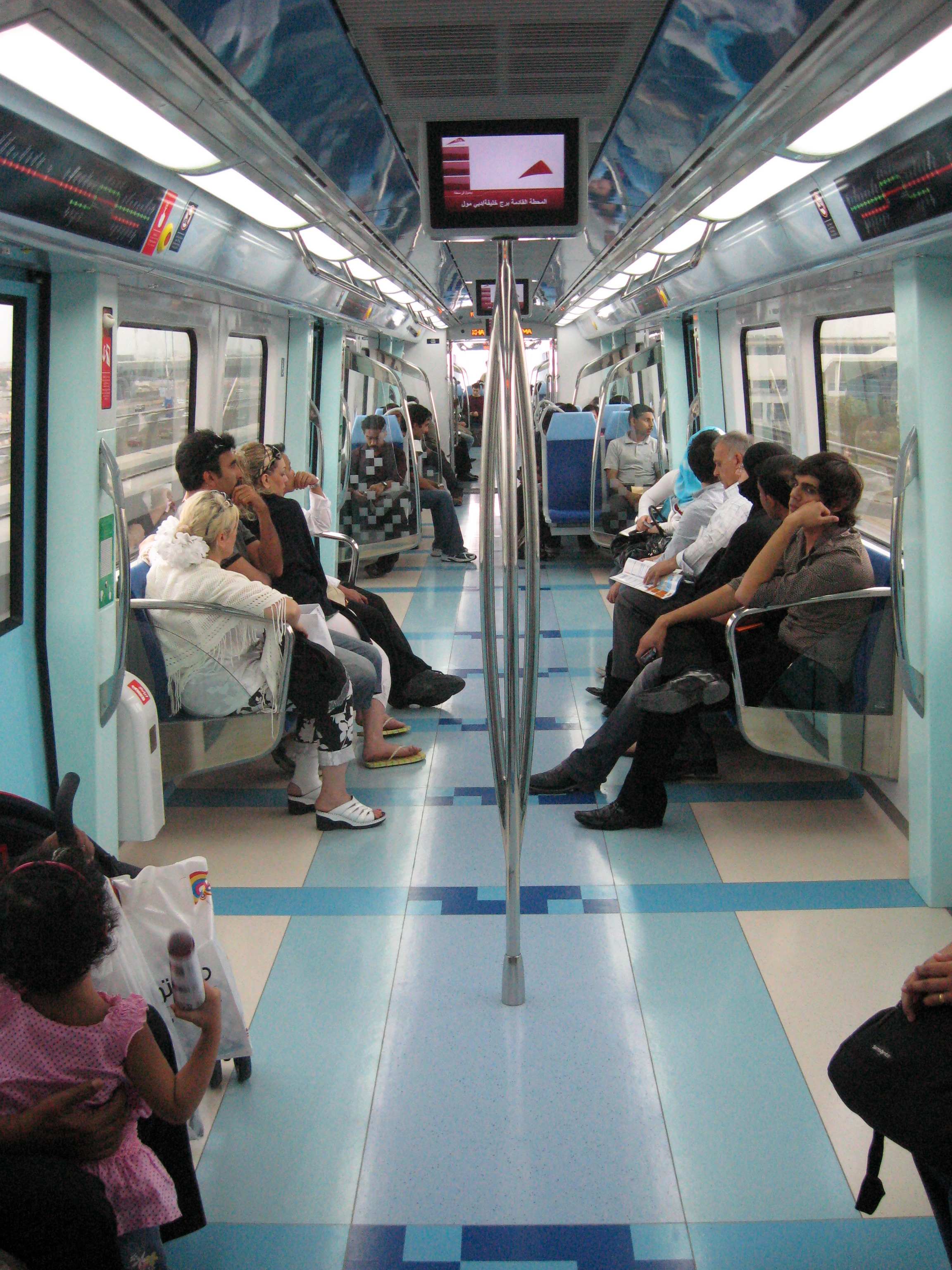
Interior de un vagón del metro.

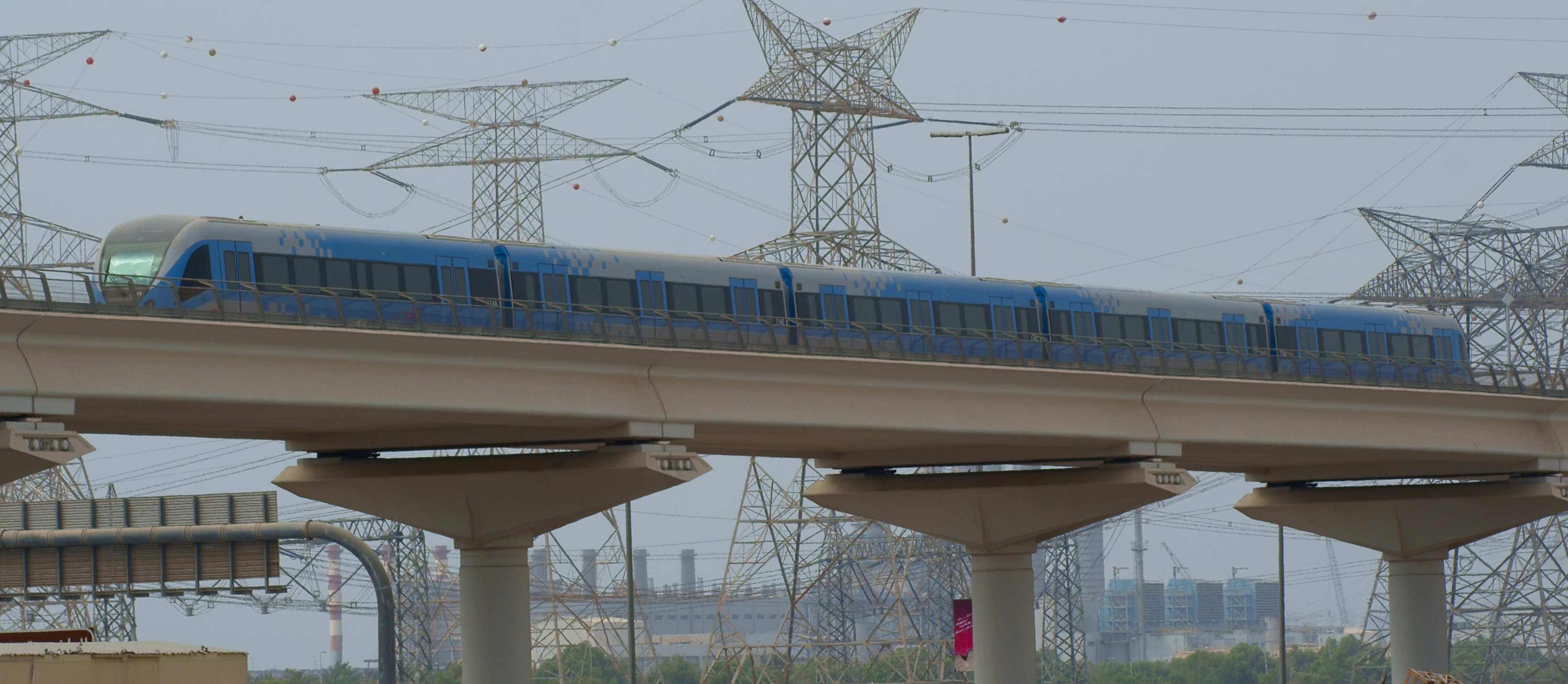
Tren del Metro de Dubái.

El Metro de Dubái tiene casi 70 kilómetros (43 millas) y 47 estaciones (incluyendo nueve estaciones subterráneas). Hay otras tres líneas más, planeadas.
- La Línea Roja: Realizada para 52 kilómetros y 29 estaciones
  - Estación Zona Franca de Jebel Ali (JAFZA)
  - Estación Zona Industrial de Jebel Ali
  - Estación Energía (Dubal)
  - Estación Centro Comercial Ibn Battuta
  - Estación Nakheel Puerto y Torre
  - Estación Torres de Jumeirah Lago
  - Estación Dubai Marina
  - Estación Nakheel (Emirates Golf Club)
  - Estación Ciudad de Internet en Dubái (TECOM)
  - Estación Sharaf DG (Al Barsha)
  - Estación Centro Comercial de los Emiratos
  - Estación First Gulf Bank (Burj Al Arab)
  - Estación Noor Islamic Bank (Al Quoz)
  - Estación Bahía de Negocios
  - Estación Burj Khalifa/Centro Comercial Dubái
  - Estación Centro Financiero
  - Estación Torres de los Emiratos
  - Estación World Trade Centre
  - Estación Al Jafiliya
  - Estación Al Karama
  - Estación Khalid bin Al Waleed (Burjuman)
  - Estación Unión (Ittihad Square)
  - Estación Al Riqqa
  - Estación Centro Comercial de Deira
  - Estación GGICO (Al Garhoud)
  - Estación del Aeropuerto Terminal 1
  - Estación del Aeropuerto Terminal 3
  - Estación Oficina Central de Emirates
  - Estación Rashidiya

- La Línea Verde Proyectada para 22,5 kilómetros y 18 estaciones
  - Estación Etisalat
  - Estación Al Qusais
  - Estación Zona Libre del Aeropuerto
  - Estación Al Nahda
  - Estación Estadio
  - Estación Al Qiyadah
  - Estación Abu Hail
  - Estación Abu Baker Al Siddique
  - Estación Salah Al Din
  - Estación Unión (Ittihad Square)
  - Estación Centro Baniyas
  - Estación Palma Deira
  - Estación Al Ras (Gold Souk)
  - Estación Al Ghubaiba (Terminal de Autobús)
  - Estación Saeediya
  - Estación Khalid bin Al Waleed (Burjuman)
  - Estación Oud Metha
  - Estación Centro de Salud (Healthcare City)
  - Estación Al Jaddaf
  - Estación Cala

La tercera Línea será llamada línea Azul, está proyectada para 47 kilómetros aproximadamente.
Los horarios oficiales son:
- Sábado a miércoles: 5:30 - 0:00 (media noche)
- Jueves: 5:30 - 1:00  (del siguiente día)
- Viernes: 10:00 - 1:00 (del siguiente día)
- Los horarios pueden variar por eventos y ocasiones especiales

## Trenes

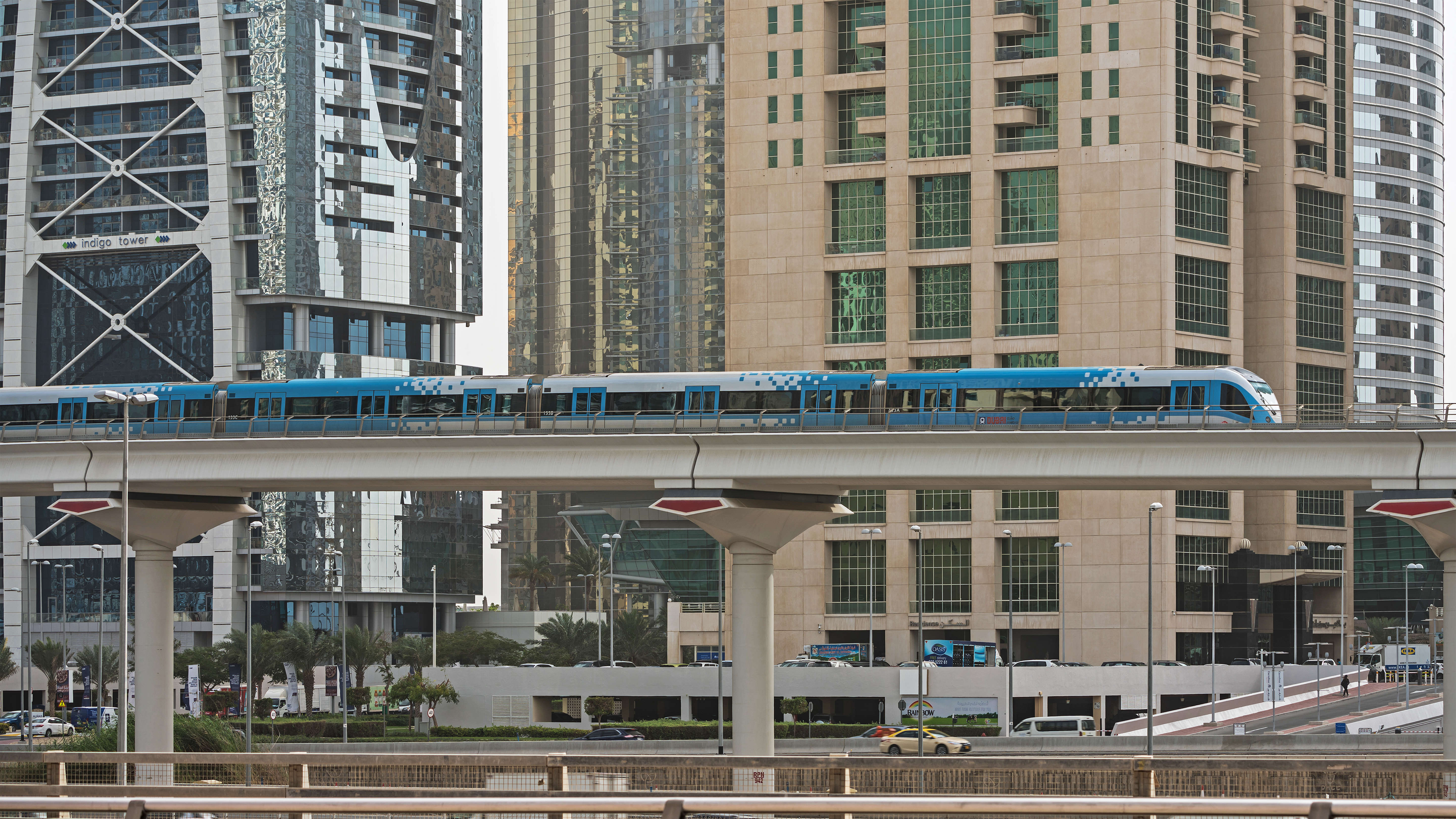
Metro de Dubái

El fabricante Japonés Kinki Sharyo construyó un total de 87 trenes de cinco coches para las líneas Rojas y Verde. Estos están diseñados para llevar a 643 pasajeros sentados y permanentes, y excepcionalmente para un sistema de transporte masivo, los trenes tienen tres clases de alojamiento: Clase de Oro, Mujeres y clase de Niños, además de la Clase de Plata regular (económica). El primer tren fue entregado a Dubái en marzo de 2008. El metro tiene una operación sin conductor (driverless) y usa un tercer riel para alimentar de energía a su conjunto de impulsión. Personal entrenado acompaña a los pasajeros para colaborar con los pasajeros en el caso de haber emergencias durante la operación del servicio.